# Národní strana katolická v království Českém
Národní strana katolická v království Českém (též katolickonárodní strana) byla česká politická strana na území Čech za Rakouska-Uherska založená koncem 19. století, která reprezentovala katolický politický tábor.

## Dějiny a ideologie
Šlo o jednu z prvních politických formací etnicky českého katolicismu v Čechách. Navazovala na spolek Pražská družina pro katolickou organizaci. Na vzniku strany se podíleli hrabě Vojtěch Schönborn, František Krásl (1844–1907) a kanovník Josef Burian (1854–1922). Strana vznikla v souvislosti s kampaní před volbami do Říšské rady roku 1897.  Původním záměrem bylo do nové formace integrovat katolicky orientované křídlo staročeské strany, konzervativní katolické kruhy i křesťanskosociální hnutí. Právě levicověji orientovaní křesťanští sociálové ale brzy přípravu nové strany opustili. Původní iniciátoři vzniku katolickonárodní strany pak již bez levicového křídla 11. listopadu 1898 ustavili formálně výbor strany. V roce 1899 poté na sjezdu v Hradci Králové katolickonárodní strana a křesťanští sociálové uznali fakt existence dvou proudů v katolickém politickém táboře (roku 1898 takto vznikla samostatná Křesťansko-sociální strana v Čechách).
Katolickonárodní strana byla konzervativní formací, sdružující katolickou honoraci. Nerozvinula masovou členskou základnu. Její spojencem na Moravě byla Katolická strana národní na Moravě.